# Саліхово (Ішимбайський район)
Салі́хово (рос. Салихово, башк. Сәлих) — село у складі Ішимбайського району Башкортостану, Росія. Входить до складу Урман-Бішкадацької сільської ради.
Населення — 584 особи (2010; 650 в 2002).
Національний склад:
- башкири — 99%